# 堀江正夫
堀江 正夫（ほりえ まさお、1915年〈大正4年〉6月16日 - 2022年〈令和4年〉3月20日）は、日本の陸軍軍人、陸上自衛官、政治家。自由民主党所属の参議院議員（2期）。位階勲等は正四位勲二等。日本会議代表委員。アジアと日本の平和と安全を守る全国フォーラム初代会長。

## 来歴・人物
新潟県出身。水産学校校長堀江英一の次男として生まれた。糸魚川中学、東京陸軍幼年学校（34期）、陸士予科を経て、陸軍士官学校を卒業（第50期、35番/426名）。旧軍時代は歩兵科士官で、太平洋戦争中に陸軍大学校を卒業し（57期）、第18軍参謀としてパプアニューギニアで終戦を迎えた。
終戦後、1946年（昭和21年）3月に復員し、妻の郷里宮崎県日南市で林業に従事した後、警察予備隊及び保安隊を経て陸上自衛隊で勤務。西部方面総監（陸将）を最後に退官した。
1977年（昭和52年）7月の第11回参議院議員通常選挙に全国区から自民党公認で立候補。出身母体の郷友連・自衛隊関係に加えて統一教会の関連団体「国際勝共連合」の支援を全面的に受け初当選した。当選にあたり、妻が料理研究家の堀江泰子で知名度があったことも影響したと指摘がある。党内では田中角栄派（木曜クラブ）に所属した。
1983年（昭和58年）、再選。
1984年（昭和59年）4月18日、自民党・民社党の議員と保守系財界人らが「スパイ防止法のための法律制定促進議員・有識者懇談会」を設立。岸信介が会長に就任し、堀江は事務局長に就任した。翌1985年（昭和60年）6月6日、伊藤宗一郎ら10人の国会議員によって、スパイ防止法案が衆議院に提出されるが、同年12月20日、同法案は審議未了のまま廃案となった。
1985年（昭和60年）1月27日、竹下登は田中に「若手といっしょに勉強会をやりたい」と告げた。田中は「いいだろう」と答え、竹下らは翌日から入会勧誘を開始した。1月29日、田中は勉強会は見せかけで公然たるクーデターであることに気付き、1月31日に二階堂進に切り崩しを命じた。83人いた参加希望者は次々と脱落した。2月7日、40人の議員により、創政会が結成される。その中に堀江もいた。
1987年（昭和62年）7月4日、経世会が結成。会長には竹下が就任し、竹下派と呼ばれた、田中派は「竹下派」「木曜クラブ（二階堂グループ）」「中立系」に3分裂した。堀江は経世会に参加した。
1989年（平成元年）7月の参院選は出馬せず、政界を引退。議員在任中、参議院安全保障特別委員長、同沖縄及び北方問題に関する特別委員長、同外務委員長、参議院自由民衆党政審安全保障特別委員長、自民党国防部会副部会長等国防三部会副会長などを務めた。同年秋の叙勲で勲二等旭日重光章を受章。
2019年には、100歳を超えてなお健康な正夫の食事や体操を紹介した本が出版された。
2022年（令和4年）3月20日、老衰のため死去した。106歳没。死没日付で、正四位に叙された（従六位から進階）。

### 統一教会との関係
- 堀江は、統一教会の関連団体「アジアと日本の平和と安全を守る全国フォーラム」の初代会長だった[21]。

- 1987年12月に統一教会の関連団体「国際勝共連合」が出版した本「私のみた勝共運動:各界有識者70人の証言」に、堀江は「勝共運動に期待する」という記事を寄稿した[22]。
- 2014年6月15日、堀江の「白寿の祝」のイベントが開催された[23]。そのイベントで堀江は、1977年の第11回参議院議員通常選挙に全国区から自民党公認で立候補した際に、国際勝共連合、神道政治連盟、世界救世教などから支援されたことについて感謝の言葉を述べた[23]。
- 国際勝共連合の機関紙「思想新聞」2018年４月15日号に、堀江のインタビュー記事が掲載された[24]。同年4月20日、国際勝共連合の公式サイトにも同じインタビュー記事が掲載された[24]。
  - インタビューによると、堀江が勝共連合と関わり出したのは、1973年のことだったという[24]。堀江は久保木修己（統一教会の日本の初代会長）に頼まれ、国際勝共連合の渋谷の事務所で安全保障の問題をレクチャーするようになり、多くの勝共連合の青年達と話をするようになった[24]。その後、1977年に堀江が参議院議員選挙に全国区で出馬した時に、勝共連合は組織をあげて堀江を支援し、公選車の車の運転とアナウンスはすべて勝共メンバーがやり、メンバーが泊まりこんで電話作戦などをやった[24]。統一教会信者の女性は、堀江の車に選挙の始めから終わりまで乗り込みウグイス嬢で一緒にやり、それ以降何十年も付き合いが続いた[24][25]。
  - 堀江が議員になった後は、堀江の方では議員の中に同志を作ったり、勝共サイドでも積極的に議員の同志を作ってスパイ防止法の国民運動になっていったという[24]。

## 家族
妻で料理研究家の堀江泰子は日南市飫肥の多額納税者で貴族院議員の高橋源次郎（資産家の娘婿で宮崎農工銀行頭取）の孫で、料理研究家の草分け河野貞子の助手としてNHKの「きょうの料理」に出演、その後同番組の講師となり活躍、2017年に94歳で亡くなった。その生家「高橋家住宅」は国の登録有形文化財として保存公開されている。
兄の堀江文彦は海軍機関学校卒の元海将（第13代舞鶴地方総監）。娘に料理研究家の堀江ひろ子、孫に同じく料理研究家のほりえさわこがいる。

## 主要軍歴
- 1937年（昭和12年）12月：陸士本科卒業（第50期、35番/426名）
- 1938年（昭和13年）
  - 1月：歩兵少尉・歩兵第11連隊補充隊付
  - 9月：歩兵中尉
  - 12月：歩兵第11連隊中隊長
- 1941年（昭和16年）
  - 3月：陸軍大尉
  - 6月：陸士生徒隊付
- 1943年（昭和18年）11月：陸軍大学校卒業（57期）・第51師団参謀
- 1944年（昭和19年）
  - 3月：陸軍少佐
  - 5月：第18軍参謀
- 1945年（昭和20年）8月：陸軍少佐で終戦を迎える。
- 1952年（昭和27年）7月14日：警察予備隊入隊（3等警察正）[31]
- 1954年（昭和29年）3月16日：2等保安正昇任
- 1959年（昭和34年）8月1日：1等陸佐昇任
- 1962年（昭和37年）8月15日：第43普通科連隊長兼都城駐屯地司令
- 1964年（昭和39年）3月16日：陸上幕僚監部第3部副部長
- 1966年（昭和41年）1月1日：陸将補に昇任
- 1968年（昭和43年）3月16日：東部方面総監部幕僚長兼市ヶ谷駐屯地司令
- 1969年（昭和44年）7月1日：陸将に昇任、第3師団長
- 1970年（昭和45年）7月1日：陸上幕僚監部第5部長（現・教育訓練部長）
- 1971年（昭和46年）7月1日：陸上幕僚副長
- 1972年（昭和47年）3月16日：第9代 西部方面総監
- 1973年（昭和48年）3月16日：退官

## 政歴
- 自衛隊退官後、自由民主党から出馬し参議院議員を務める（1977年（昭和52年）7月 - 1989年（平成元年）7月）
  - 1977年7月：第11回参議院議員通常選挙当選（全国区）
  - 1983年6月：第13回参議院議員通常選挙当選（比例区）

## その他役職
- 日本郷友連盟会長[2]：1989年（平成元年）3月 - 1999年（平成11年）5月
- 英霊にこたえる会会長[2]（現：名誉会長）
- 日本会議代表委員
- アジアと日本の平和と安全を守る全国フォーラム初代会長[32]

## 著作
- 『堀江正夫闘魂の詩 - 元自衛官の手記』朝雲新聞社、1977年。
- 『日本の防衛私はこう考える』並木書房、1981年。
- 『留魂の詩 - 東部ニューギニア戦記』朝雲新聞社、1982年。